# Свети Андрей (Калояново)
Вижте пояснителната страница за други значения на Свети Андрей.
„Свети Апостол Андрей“ е християнска църква в Калояново, България, част от Софийско-пловдивската епархия на Римокатолическата църква. Църквата е енорийски храм.

## История на енорията
През 1642 г. архиепископ Петър Богдан посещава село Селджиково и съобщава че е имало 30 души българи католици, работещи в турски чифлик. Един век по-късно през 1742 г. епископ Никола Радовани в своя отчет до Конгрегацията на вярата в Рим съобщава: ...От там (Пловдив) се опътих за Селджиково, 4 часа разстояние. Там покръстих 15 деца и причестих 25 души. Намерих къщи католишки – 32, всичко 201 души.
Енорията е родна за епископите Георги Тунов и Андрея Тунов, ръководили Софийско-пловдивската католическа епархия в началото на XIX в.
През 1837 г. епископ Иван Птачек съобщава за 423 католици, 68 православни и 24 турци. Един век по късно, през юни 1927 г. селото е имало 2466 жители, от който 866 са католици.
През 1881 г. отец Викенти Яковски с помощта на населението построява общинско училище с 10 стаи. През 1891 г. е построена и камбанария в двора на църквата. Последната е повредена гръмотевица през 1907 г. и след Чирпанското земетресение е съборена.
През 1918 г. католиците в енорията наброяват около 830. Енорист е мирският свещеник отец Франц Куроджеков с помощник отец Йосиф Стойков. Отец Йосиф Стойков е помощник–енорист и енорист в енорията в продължение на 33 години (от 1912 г. до смъртта си). Той е бил органист и диригент на църковния хор.
Отец Иван Топалски е енорист от 2002 г. Преди това е председател на Управителния съвет на „Каритас Пловдив“. През 2012 г. върху имот на католическата църква в Калояново е построен Домът за възрастни хора „Свети Йосиф“. Отец Иван Топалски е инициатор за построяване на параклис в Чипровци, където да бъдат положени на костите на архиепископ Петър Богдан, епископ Илия Маринов и други духовници монаси-францисканци, открити при археологически разкопки през 80-те години на XX век и съхранявани в музея в Чипровци.

## История на храма
През февруари 1863 г. по нареждане на епископ Андреа Канова започва подготовката за строеж на нова църква в селото. Основният камък е положен от Канова на 11 май и сградата е завършена в началото на август същата година. На 30 август епископ Канова освещава новата църква.
През 1898 г. отец Иероним Яреков разширява църквата като измества лицевата стена напред и добавя 30 кв. м. Въпреки че е била изградена от кирпичи, сградата преживява Чирпанското земетресение.
Старата църква е съборена в началото на XXI в. На 7 май 2003 г. е направена първа копка за строежа на нова енорийска църква и благословена от епископ Георги Йовчев. В основата на църквата е положен камък, осветен от папа Йоан-Павел ІІ по време на посещението му в България през 2002 г. Сградата е завършена през пролетта на следващата година и църквата е осветена на 24 май 2004 г. Проектът на сградата в неоготически стил е дело на архитект Михаил Радулов.
Храмов празник – 30 ноември.